# Sturmgeschütz-Brigade 278
De Sturmgeschütz-Abteilung 278 / Sturmgeschütz-Brigade 278 / Heeres-Sturmgeschütz-Brigade 278 was tijdens de Tweede Wereldoorlog een Duitse Sturmgeschütz-eenheid van de Wehrmacht ter grootte van een afdeling, uitgerust met gemechaniseerd geschut. Deze eenheid was een zogenaamde Heerestruppe, d.w.z. niet direct toegewezen aan een divisie, maar ressorterend onder een hoger commando, zoals een legerkorps of leger.
Deze Sturmgeschütz-eenheid kwam in actie aan het oostfront gedurende zijn hele bestaan. De eenheid werd vernietigd in augustus 1944 in Moldavië en vocht na heroprichting in de winter 1944/45 in Memel en werd daarna in Samland opgeheven.

## Krijgsgeschiedenis

### Sturmgeschütz-Abteilung 278
Sturmgeschütz-Abteilung 278 werd opgericht in Burg op 1 augustus 1943. De 2e Batterij van Sturmgeschütz-Abteilung 203 was op 31 juli naar Oefenterrein Altengrabow verplaatst, om daar het kader te vormen van deze nieuwe Abteilung. Het personeel werd op 13 augustus verplaatst naar Aufstellungsstab West (maar ressorterend onder de Sturmartillerieschool in Duitsland) in “Camp du Ruchard” bij Tours in Frankrijk. Op 8 oktober werd het personeel verplaatst naar Altengrabow en kreeg daar zijn Sturmgeschützen op 15 oktober 1943. Een week later volgde al transport naar het oostfront en arriveerde op 28 oktober bij Kirovograd om vervolgens naar Krivoj Rog en Snamenka door te gaan. De Abteilung kwam hier onder de 24e Pantserdivisie en kwam in actie bij Nowaja Praga om de rond Krivoi Rog vechtende infanterie te ontlasten. Eind december vocht de Abteilung samen met de Sturmgeschütz-Abteilung 243 in het bruggenhoofd Nikopol en weerde daar Sovjetaanvallen af. Op 7 januari 1944 werd de Abteilung daadwerkelijk naar Nikopol gebracht. En eind januari ging het weer naar Krivoi Rog, waar de Abteilung zware verliezen leed.
Op 14 februari 1944 werd de Abteilung omgedoopt in Sturmgeschütz-Brigade 278.

### Sturmgeschütz-Brigade 278
De omdoping in Sturmgeschütz-Brigade betekende echter geen organisatorische verandering, de samenstelling bleef gelijk. Op 4 maart werd de brigade aan het 57e Pantserkorps toegevoegd bij Krivoi Rog. Daarna volgde een vechtende terugtocht naar de Moldavië, naar net ten zuiden van Tiraspol.
Op 10 juni 1944 werd de brigade omgedoopt in Heeres-Sturmgeschütz-Brigade 278.

### Heeres-Sturmgeschütz-Brigade 278
Ook nu betekende de omdoping geen organisatorische verandering, de samenstelling bleef opnieuw gelijk. In Moldavië werd de brigade totaal vernietigd in het Sovjet Iași-Chisinau-offensief, tegen eind augustus 1944. Slecht enkele delen (zonder voertuigen, maar wel de commandant) konden ontsnappen.
Van september tot december 1944 werd de brigade heropgericht in Burg. Op 3 december 1944 nam de personeelseenheid van de Sturmgeschütz-Brigade 278 in het Memelbruggenhoofd de Sturmgeschütze (18 StuG III en 10 StuG IV) en de uitrusting over van de vertrekkende Sturmgeschütz-Brigade "Großdeutschland". Tot begin 1945 werd de brigade daar nog op volle sterkte gebracht. Op 10 januari 1945 namen twee batterijen deel aan Operatie “Silberstreifen”, een operatie met als doel een frontcorrectie in de noordelijke sector door te voeren. Als deel van de ontruiming van het bruggenhoofd werd de brigade vanaf 23 januari via de Koerse Schoorwal (Duits: Kurische Nehrung) naar Cranz in Samland verplaatst.

### Einde
De Heeres-Sturmgeschütz-Brigade 278 werd opgeheven op 28 januari 1945 in Samland en de resten gingen op in Sturmgeschütz-Brigade "Samland".

## Samenstelling
- Staf
- 1e Batterij
- 2e Batterij
- 3e Batterij

## Commandanten
| Rang      | Naam                | Begin           | Eind            |
| --------- | ------------------- | --------------- | --------------- |
| Hauptmann | Johannes Stier      | 1 augustus 1943 | 1944            |
| Hauptmann | Roman Wilpricht     | januari 1944    |                 |
| Hauptmann | Johannes Stier      | februari 1944   |                 |
| Hauptmann | Hermann Zimmermann  | april 1944      |                 |
| Hauptmann | Johannes Stier      | mei 1944        |                 |
| Hauptmann | Karlheinz Schüssler | 9 oktober 1944  |                 |
| Major     | Alfred Hinze        | 14 januari 1945 | 28 januari 1945 |

Hauptmann Wilpricht nam tijdelijk het commando waar.